# Jacob Forsell
Denna sida handlar om ingenjören Jacob Forsell. För fotografen, se Jacob Forsell.
Jacob Forsell, född 31 oktober 1788 på Sköttorps gård, Järpås socken, Skaraborgs län, död 1832, var en svensk ingenjörsofficer. 
Jacob Forsell var son till kaptenen Joseph Forsell (1729—95) och Maria Dorothea de Bruce och bror till Carl af Forsell. Han anställdes vid Sjökarteverket 1807, där han bistod brodern Carl af Forsell vid dennes kartografiska arbeten. Han blev kapten-mekanikus vid flottan 1809, och major 1817. Åren 1810–14 ledde han byggandet av Forsviks sluss i Göta kanal. Efter arbeten på Nya varvet i Göteborg  ledde han uppbyggandet 1816–19 av Känsö karantänsanläggning . med Olof Ericsson som sin närmaste man. Han satte som byggchef, och senare som chef för stationen från 1820 till sin död 1832, sin prägel på Känsö. Han utnämndes till överstelöjtnant i armén 1830.
Jacob Forsell var gift med Lovisa Chatarina Tholander och far till Lovisa, Jacob och sjökaptenen Carl August Forsell och farfar till operasångaren John Forsell och lärarinnan Anna Söderblom.